# Campeonato Mundial de Handebol Masculino de 2013
O Campeonato Mundial de Andebol (português europeu) ou Handebol (português brasileiro) Masculino de 2013 é a 23ª edição do principal evento organizado pela Federação Internacional de Handebol (IHF). Foi realizado entre 11 e 27 de janeiro, na Espanha.
É a primeira vez que o país sediará o evento, sendo o décimo-segundo a já ter sediado ao menos uma edição do evento.

## Sedes
O grupo A terá como sede Granollers, o grupo B terá sede em Sevilha, a sede do grupo C será Saragoça e Madrid ficará com as qualificações do grupo D.
A final e o jogo que define o terceiro colocado, além das duas semi-finais terão como sede Barcelona, que junto com Saragoça dividirá os jogos das quartas-de-final e oitavas de final. As disputas do 17º ao 24º lugar acontecerão em Guadalajara.
As partidas disputadas em Madrid teriam como sede a Madrid Arena. Porém, devido a um acidente ocorrido durante uma festa de Halloween em 1 de novembro de 2012, no qual cinco garotas faleceram, fez com que a arena fosse interditada para a realização das investigações e assim se transferiram os jogos do Mundial de Handebol para a Caja Mágica.
| Barcelona                                                | Madrid                                                   | Saragoça                                                 | Granollers                              |
| -------------------------------------------------------- | -------------------------------------------------------- | -------------------------------------------------------- | --------------------------------------- |
| Palau Sant Jordi                                         | Caja Mágica                                              | Pabellón Príncipe Felipe                                 | Palau d'Esports de Granollers           |
| Capacidade: 16500                                        | Capacidade: 12442                                        | Capacidade: 11000                                        | Capacidade: 5685                        |
|                                                          |                                                          |                                                          |                                         |
| Barcelona Granollers Madrid Sevilha Saragoça Guadalajara | Barcelona Granollers Madrid Sevilha Saragoça Guadalajara | Barcelona Granollers Madrid Sevilha Saragoça Guadalajara | Sevilha                                 |
| Barcelona Granollers Madrid Sevilha Saragoça Guadalajara | Barcelona Granollers Madrid Sevilha Saragoça Guadalajara | Barcelona Granollers Madrid Sevilha Saragoça Guadalajara | Palacio Municipal de Deportes San Pablo |
| Barcelona Granollers Madrid Sevilha Saragoça Guadalajara | Barcelona Granollers Madrid Sevilha Saragoça Guadalajara | Barcelona Granollers Madrid Sevilha Saragoça Guadalajara | Capacidade: 9500                        |
| Barcelona Granollers Madrid Sevilha Saragoça Guadalajara | Barcelona Granollers Madrid Sevilha Saragoça Guadalajara | Barcelona Granollers Madrid Sevilha Saragoça Guadalajara |                                         |
| Barcelona Granollers Madrid Sevilha Saragoça Guadalajara | Barcelona Granollers Madrid Sevilha Saragoça Guadalajara | Barcelona Granollers Madrid Sevilha Saragoça Guadalajara | Guadalajara                             |
| Barcelona Granollers Madrid Sevilha Saragoça Guadalajara | Barcelona Granollers Madrid Sevilha Saragoça Guadalajara | Barcelona Granollers Madrid Sevilha Saragoça Guadalajara | Palacio Multiusos de Guadalajara        |
| Barcelona Granollers Madrid Sevilha Saragoça Guadalajara | Barcelona Granollers Madrid Sevilha Saragoça Guadalajara | Barcelona Granollers Madrid Sevilha Saragoça Guadalajara | Capacidade: 5479                        |
| Barcelona Granollers Madrid Sevilha Saragoça Guadalajara | Barcelona Granollers Madrid Sevilha Saragoça Guadalajara | Barcelona Granollers Madrid Sevilha Saragoça Guadalajara |                                         |

## Arbitragem
Foram selecionadas dezesseis duplas de arbitragem provenientes de dezesseis países para o torneio.
| Árbitros           | Árbitros                                           |
| ------------------ | -------------------------------------------------- |
| Brasil             | Jesus Nílson Aires Menezes Rogério Aparecido Pinto |
| Costa do Marfim    | Yalatima Nanga Coulibaly Mamadou Diabaté           |
| Croácia            | Matija Gubica Boris Milošević                      |
| Chéquia            | Václav Horáček Jiří Novotný                        |
| Alemanha           | Lars Geipel Marcus Helbig                          |
| Islândia           | Hlynur Leifsson Anton Pálsson                      |
| Macedônia do Norte | Gjorgje Načevski Slavko Nikolov                    |
| Noruega            | Kenneth Abrahamsen Arne Kristiansen                |

| Árbitros               | Árbitros                                     |
| ---------------------- | -------------------------------------------- |
| Portugal               | Ivan Caçador Eurico Nicolau                  |
| Catar                  | Saleh Bamutref Mansour Al-Suwaidi            |
| Roménia                | Bogdan Nicolae Stark Romeo Mihai Ştefan      |
| Eslovênia              | Nenad Krstič Peter Ljubič                    |
| Sérvia                 | Nenad Nikolić Dušan Stojković                |
| Eslováquia             | Michal Baďura Jaroslav Ondogrecula           |
| Emirados Árabes Unidos | Omar Al-Marzouqi Mohammad Rashid Al-Nuaimi   |
| Espanha                | Oscar Raluy López Ángel Luís Sabroso Ramirez |

## Equipes qualificadas
Um total de 24 seleções nacionais obtiveram qualificação para o torneio. A definição das equipes participantes aconteceu de acordo com os resultados dos campeonatos continentais do ano anterior.
| País               | Qualificado como                             | Edições que já disputou 1, 2                                                                                                |
| ------------------ | -------------------------------------------- | --- |
| Espanha            | País-sede                                    | 16 (1958, 1974, 1978, 1982, 1986, 1990, 1993, 1995, 1997, 1999, 2001, 2003, 2005, 2007, 2009, 2011)                         |
| França             | Campeã mundial                               | 15 (1954, 1961, 1970, 1978, 1990, 1993, 1995, 1997, 1999, 2001, 2003, 2005, 2007, 2009, 2011)                               |
| Tunísia            | 1º lugar no Campeonato Africano de 2012      | 10 (1967, 1995, 1997, 1999, 2001, 2003, 2005, 2007, 2009, 2011)                                                             |
| Argélia            | 2º lugar no Campeonato Africano de 2012      | 12 (1974, 1982, 1986, 1990, 1995, 1997, 1999, 2001, 2003, 2005, 2009, 2011)                                                 |
| Egito              | 3º lugar no Campeonato Africano de 2012      | 11 (1964, 1993, 1995, 1997, 1999, 2001, 2003, 2005, 2007, 2009, 2011)                                                       |
| Dinamarca          | 1º lugar no Campeonato Europeu de 2012       | 19 (1938, 1954, 1958, 1961, 1964, 1967, 1970, 1974, 1978, 1982, 1986, 1993, 1995, 1999, 2003, 2005, 2007, 2009, 2011)       |
| Sérvia             | 2º lugar no Campeonato Europeu de 2012       | 7 (1997, 1999, 2001, 2003, 2005, 2009, 2011)                                                                                |
| Croácia            | 3º lugar no Campeonato Europeu de 2012       | 9 (1995,1997, 1999, 2001, 2003, 2005,2007,2009, 2011)                                                                       |
| Coreia do Sul      | 1º lugar no Campeonato Asiático de 2012      | 10 (1986, 1990, 1993, 1995, 1997, 1999, 2001, 2007, 2009, 2011)                                                             |
| Catar              | 2º lugar no Campeonato Asiático de 2012      | 3 (2003, 2005, 2007) |
| Arábia Saudita     | 3º lugar no Campeonato Asiático de 2012      | 5 (1997, 1999, 2001, 2003, 2009)                                                                                            |
| Rússia             | Playoffs europeus                            | 9 (1993, 1995, 1997, 1999, 2001, 2003, 2005, 2007, 2009)                                                                    |
| Eslovênia          | Playoffs europeus                            | 5 (1995, 2001, 2003, 2005, 2007)                                                                                            |
| Montenegro         | Playoffs europeus                            | 0 (estreante) |
| Hungria            | Playoffs europeus                            | 17 (1958, 1964, 1967, 1970, 1974, 1978, 1982, 1986, 1990, 1993, 1995, 1997, 1999, 2003, 2007, 2009, 2011)                   |
| Macedônia do Norte | Playoffs europeus                            | 2 (1999, 2009) |
| Islândia           | Playoffs europeus                            | 16 (1958, 1961, 1964, 1970, 1974, 1978, 1986, 1990, 1993, 1995, 1997, 2001, 2003, 2005, 2007, 2011)                         |
| Alemanha           | Playoffs europeus                            | 20 (1938, 1954, 1958, 1961, 1964, 1967, 1970, 1974, 1978, 1982, 1986, 1993, 1995, 1999, 2001, 2003, 2005, 2007, 2009, 2011) |
| Bielorrússia       | Playoffs europeus                            | 1 (1995) |
| Polônia            | Playoffs europeus                            | 12 (1958, 1967, 1970, 1974, 1978, 1982, 1986, 1990, 2003, 2007, 2009, 2011)                                                 |
| Austrália          | 1º lugar no Campeonato da Oceania de 2012    | 6 (1999, 2003, 2005, 2007, 2009, 2011)                                                                                      |
| Argentina          | 1º lugar no Campeonato Pan-Americano de 2012 | 8 (1997, 1999, 2001, 2003, 2005, 2007, 2009, 2011)                                                                          |
| Brasil             | 2º lugar no Campeonato Pan-Americano de 2012 | 10 (1958, 1995, 1997, 1999, 2001, 2003, 2005, 2007, 2009, 2011)                                                             |
| Chile              | 3º lugar no Campeonato Pan-Americano de 2012 | 1 (2011) |

1 Negrito indica o campeão para aquele ano.
2 Itálico indica a sede para aquele ano.

## Sorteio dos grupos
O sorteio dos grupos aconteceu no dia 19 de julho de 2012, em Madrid.
Os potes, com as respectivas seleções, foram anunciados no dia 09 de julho de 2012.
| Pote 1                                  | Pote 2                                                | Pote 3                                     | Pote 4                                      | Pote 5                                       | Pote 6                                        |
| --------------------------------------- | ----------------------------------------------------- | ------------------------------------------ | ------------------------------------------- | -------------------------------------------- | --------------------------------------------- |
| - França - Dinamarca - Espanha - Sérvia | - Croácia - Macedônia do Norte - Eslovênia - Alemanha | - Hungria - Polônia - Islândia - Argentina | - Coreia do Sul - Tunísia - Argélia - Catar | - Montenegro - Rússia - Bielorrússia - Egito | - Brasil - Chile - Arábia Saudita - Austrália |

## Direitos televisivisos
Abaixo segue a lista de canais que obtiveram os direitos televisivos do torneio.
- – Belarus 2
- - TV Esporte Interativo
- – HRT
- – DR, TV 2, TV3 Sport 1
- – Canal+, Canal+ Sport, Sport+
- – ARD, ZDF, Sport1
- – Sport 1
- – Stöð 2 Sport
- – Sitel TV
- – Al Jazeera Sports (Oriente Próximo e norte da África)
- – TVP
- – Sport TV
- - RTS
- – RTV Slovenija
- – Teledeporte
- – TV4

## Formato de disputa
Na primeira fase as 24 equipes foram distribuídas em quatro grupos contendo seis seleções cada. Após se enfrentarem entre si dentro de seus grupos em turno único as quatro melhores equipes de cada grupo se classificam para a fase eliminatória da competição, a qual é composta pelas oitavas-de-final, quartas-de-final, semifinais e final. A equipe vencedora desta fase é declarada campeã mundial de handebol.
As equipes eliminadas na primeira fase da competição irão disputar um torneio de consolação (President's Cup), que definirá as equipes que ocuparão do 17º ao 24º lugar no campeonato. Todas as equipes que terminarem na quinta colocação dentro de seus grupos irão disputar uma fase semifinal, da qual os vencedores disputarão a 17ª colocação e os perdedores a 19ª colocação. De modo análogo, os sextos colocados de cada grupo decidirão a 21ª e a 23ª colocação.
Os critérios de desempate na primeira fase para equipes empatadas em número de pontos na classificação são, na seguinte ordem:
1. número de pontos obtidos nas partidas entre as equipes em questão;
2. saldo de golos nas partidas entre as equipes em questão;
3. golos marcados nas partidas entre os times em questão (se mais de dois times empatarem em número de pontos);
4. saldo de golos em todas as partidas no grupo;
5. número de golos marcados em todas as partidas no grupo;
6. sorteio.

## Primeira fase
|  | Equipes classificadas para as oitavas-de-final |
|  | Equipes disputam os jogos de classificação     |

Todas as partidas seguem o fuso horário de Madri (UTC+1).

### Grupo A
| Pos | Equipe     | Pts | J | V | E | D | GP  | GC  | SG  |
| --- | ---------- | --- | - | - | - | - | --- | --- | --- |
| 1   | Alemanha   | 8   | 5 | 4 | 0 | 1 | 148 | 126 | +22 |
| 2   | França     | 8   | 5 | 4 | 0 | 1 | 154 | 124 | +30 |
| 3   | Brasil     | 6   | 5 | 3 | 0 | 2 | 122 | 127 | −5  |
| 4   | Tunísia    | 6   | 5 | 3 | 0 | 2 | 123 | 123 | 0   |
| 5   | Argentina  | 2   | 5 | 1 | 0 | 4 | 116 | 138 | −22 |
| 6   | Montenegro | 0   | 5 | 0 | 0 | 5 | 117 | 142 | −25 |

| 12 de janeiro de 2013 16:00 | Alemanha   | 33 – 23   | Brasil           | Palau D'Esports, Granollers Público: 4,000 Árbitros: Gubica, Milošević |
| 12 de janeiro de 2013 16:00 | Weinhold 7 | (12–10)   | três jogadores 4 | Palau D'Esports, Granollers Público: 4,000 Árbitros: Gubica, Milošević |
| 12 de janeiro de 2013 16:00 | 1× 3×      | Relatório | 3×               | Palau D'Esports, Granollers Público: 4,000 Árbitros: Gubica, Milošević |

| 12 de janeiro de 2013 18:15 | Argentina | 28 – 26   | Montenegro  | Palau D'Esports, Granollers Árbitros: Al-Marzouqi, Al-Nuaimi |
| 12 de janeiro de 2013 18:15 | Simonet 7 | (13–12)   | Roganović 6 | Palau D'Esports, Granollers Árbitros: Al-Marzouqi, Al-Nuaimi |
| 12 de janeiro de 2013 18:15 | 3×        | Relatório | 5× 3× 1×    | Palau D'Esports, Granollers Árbitros: Al-Marzouqi, Al-Nuaimi |

| 12 de janeiro de 2013 20:45 | França             | 30 – 27   | Tunísia   | Palau D'Esports, Granollers Público: 4,500 Árbitros: Raluy, Sabroso |
| 12 de janeiro de 2013 20:45 | Fernandez, Abalo 6 | (13–14)   | Bannour 7 | Palau D'Esports, Granollers Público: 4,500 Árbitros: Raluy, Sabroso |
| 12 de janeiro de 2013 20:45 | 3×                 | Relatório | 7× 3×     | Palau D'Esports, Granollers Público: 4,500 Árbitros: Raluy, Sabroso |

| 13 de janeiro de 2013 15:00 | Brasil    | 24 – 20   | Argentina            | Palau D'Esports, Granollers Público: 3,000 Árbitros: Raluy, Sabroso |
| 13 de janeiro de 2013 15:00 | Pacheco 8 | (9–8)     | Fernández, Simonet 5 | Palau D'Esports, Granollers Público: 3,000 Árbitros: Raluy, Sabroso |
| 13 de janeiro de 2013 15:00 | 7× 3×     | Relatório | 6× 3×                | Palau D'Esports, Granollers Público: 3,000 Árbitros: Raluy, Sabroso |

| 13 de janeiro de 2013 17:20 | Tunísia   | 25 – 23   | Alemanha         | Palau D'Esports, Granollers Árbitros: Leifsson, Pálsson |
| 13 de janeiro de 2013 17:20 | Jallouz 8 | (13–13)   | Christophersen 7 | Palau D'Esports, Granollers Árbitros: Leifsson, Pálsson |
| 13 de janeiro de 2013 17:20 | 5× 3×     | Relatório | 4× 2×            | Palau D'Esports, Granollers Árbitros: Leifsson, Pálsson |

| 13 de janeiro de 2013 19:30 | Montenegro   | 20 – 32   | França      | Palau D'Esports, Granollers Público: 5,200 Árbitros: Gubica, Milošević |
| 13 de janeiro de 2013 19:30 | Ševaljević 5 | (11–17)   | Fernandez 6 | Palau D'Esports, Granollers Público: 5,200 Árbitros: Gubica, Milošević |
| 13 de janeiro de 2013 19:30 | 3× 1×        | Relatório | 1× 3×       | Palau D'Esports, Granollers Público: 5,200 Árbitros: Gubica, Milošević |

| 15 de janeiro de 2013 16:00 | Tunísia            | 27 – 25   | Montenegro | Palau D'Esports, Granollers Público: 2,300 Árbitros: García, Marín |
| 15 de janeiro de 2013 16:00 | Toumi, Ben-Salah 5 | (11–11)   | Melić 6    | Palau D'Esports, Granollers Público: 2,300 Árbitros: García, Marín |
| 15 de janeiro de 2013 16:00 | 5× 4×              | Relatório | 4× 3×      | Palau D'Esports, Granollers Público: 2,300 Árbitros: García, Marín |

| 15 de janeiro de 2013 18:15 | Alemanha  | 31 – 27   | Argentina | Palau D'Esports, Granollers Árbitros: Stark, Ştefan |
| 15 de janeiro de 2013 18:15 | Wiencek 5 | (17–13)   | Simonet 9 | Palau D'Esports, Granollers Árbitros: Stark, Ştefan |
| 15 de janeiro de 2013 18:15 | 6× 3×     | Relatório | 5× 3×     | Palau D'Esports, Granollers Árbitros: Stark, Ştefan |

| 15 de janeiro de 2013 20:45 | França   | 27 – 22   | Brasil   | Palau D'Esports, Granollers Público: 3,400 Árbitros: Raluy, Sabroso |
| 15 de janeiro de 2013 20:45 | Guigou 6 | (12–5)    | Pozzer 4 | Palau D'Esports, Granollers Público: 3,400 Árbitros: Raluy, Sabroso |
| 15 de janeiro de 2013 20:45 | 2×       | Relatório | 4× 3×    | Palau D'Esports, Granollers Público: 3,400 Árbitros: Raluy, Sabroso |

| 16 de janeiro de 2013 16:00 | Brasil    | 27 – 22   | Tunísia   | Palau D'Esports, Granollers Árbitros: Gubica, Milošević |
| 16 de janeiro de 2013 16:00 | Cândido 5 | (13–11)   | Alouini 6 | Palau D'Esports, Granollers Árbitros: Gubica, Milošević |
| 16 de janeiro de 2013 16:00 | 1× 3×     | Relatório | 5× 3× 1×  | Palau D'Esports, Granollers Árbitros: Gubica, Milošević |

| 16 de janeiro de 2013 18:30 | Alemanha            | 29 – 21   | Montenegro | Palau D'Esports, Granollers Público: 3,600 Árbitros: Baďura, Ondogrecula |
| 16 de janeiro de 2013 18:30 | Theuerkauf, Klein 4 | (13–11)   | Melić 7    | Palau D'Esports, Granollers Público: 3,600 Árbitros: Baďura, Ondogrecula |
| 16 de janeiro de 2013 18:30 | 4×                  | Relatório | 5× 4×      | Palau D'Esports, Granollers Público: 3,600 Árbitros: Baďura, Ondogrecula |

| 16 de janeiro de 2013 20:45 | Argentina | 23 – 35   | França     | Palau D'Esports, Granollers Público: 2,800 Árbitros: García, Marín |
| 16 de janeiro de 2013 20:45 | Simonet 8 | (6–19)    | Honrubia 7 | Palau D'Esports, Granollers Público: 2,800 Árbitros: García, Marín |
| 16 de janeiro de 2013 20:45 | 5× 3×     | Relatório | 4× 3×      | Palau D'Esports, Granollers Público: 2,800 Árbitros: García, Marín |

| 18 de janeiro de 2013 16:00 | Argentina | 18 – 22   | Tunísia     | Palau Sant Jordi, Barcelona Árbitros: Raluy, Sabroso |
| 18 de janeiro de 2013 16:00 | Simonet 4 | (6–7)     | Ben Salah 5 | Palau Sant Jordi, Barcelona Árbitros: Raluy, Sabroso |
| 18 de janeiro de 2013 16:00 | 3×        | Relatório | 5× 4×       | Palau Sant Jordi, Barcelona Árbitros: Raluy, Sabroso |

| 18 de janeiro de 2013 18:15 | França      | 30 – 32   | Alemanha   | Palau Sant Jordi, Barcelona Público: 10,000 Árbitros: García, Marín |
| 18 de janeiro de 2013 18:15 | Karabatić 8 | (16–16)   | Groetzki 6 | Palau Sant Jordi, Barcelona Público: 10,000 Árbitros: García, Marín |
| 18 de janeiro de 2013 18:15 | 4×          | Relatório | 7× 3×      | Palau Sant Jordi, Barcelona Público: 10,000 Árbitros: García, Marín |

| 18 de janeiro de 2013 20:45 | Montenegro | 25 – 26   | Brasil    | Palau Sant Jordi, Barcelona Público: 2,000 Árbitros: Al-Marzouqi, Al-Nuaimi |
| 18 de janeiro de 2013 20:45 | Rakčević 7 | (10–11)   | Ribeiro 7 | Palau Sant Jordi, Barcelona Público: 2,000 Árbitros: Al-Marzouqi, Al-Nuaimi |
| 18 de janeiro de 2013 20:45 | 4× 3×      | Relatório | 6× 3× 1×  | Palau Sant Jordi, Barcelona Público: 2,000 Árbitros: Al-Marzouqi, Al-Nuaimi |

### Grupo B
| Pos | Equipe             | Pts | J | V | E | D | GP  | GC  | SG  |
| --- | ------------------ | --- | - | - | - | - | --- | --- | --- |
| 1   | Dinamarca          | 10  | 5 | 5 | 0 | 0 | 184 | 136 | +48 |
| 2   | Rússia             | 7   | 5 | 3 | 1 | 1 | 151 | 131 | +20 |
| 3   | Islândia           | 6   | 5 | 3 | 0 | 2 | 153 | 136 | +17 |
| 4   | Macedônia do Norte | 5   | 5 | 2 | 1 | 2 | 142 | 143 | −1  |
| 5   | Catar              | 2   | 5 | 1 | 0 | 4 | 139 | 166 | −27 |
| 6   | Chile              | 0   | 5 | 0 | 0 | 5 | 121 | 178 | −57 |

| 12 de janeiro de 2013 15:45 | Macedônia do Norte | 30 – 28   | Chile     | Palacio Municipal de Deportes San Pablo, Sevilha Árbitros: Coulibaly, Diabaté |
| 12 de janeiro de 2013 15:45 | K. Lazarov 8       | (12–10)   | Salinas 8 | Palacio Municipal de Deportes San Pablo, Sevilha Árbitros: Coulibaly, Diabaté |
| 12 de janeiro de 2013 15:45 | 3×                 | Relatório | 4× 3×     | Palacio Municipal de Deportes San Pablo, Sevilha Árbitros: Coulibaly, Diabaté |

| 12 de janeiro de 2013 18:00 | Islândia     | 25 – 30   | Rússia   | Palacio Municipal de Deportes San Pablo, Sevilha Árbitros: Horáček, Novotný |
| 12 de janeiro de 2013 18:00 | Sigurðsson 7 | (13–14)   | Gorbok 6 | Palacio Municipal de Deportes San Pablo, Sevilha Árbitros: Horáček, Novotný |
| 12 de janeiro de 2013 18:00 | 5× 2× 1×     | Relatório | 3×       | Palacio Municipal de Deportes San Pablo, Sevilha Árbitros: Horáček, Novotný |

| 12 de janeiro de 2013 20:15 | Dinamarca          | 41 – 27   | Catar                | Palacio Municipal de Deportes San Pablo, Sevilha Árbitros: Nikolić, Stojković |
| 12 de janeiro de 2013 20:15 | Eggert, Lindberg 8 | (19–13)   | Abdelhak, Al-Rayes 4 | Palacio Municipal de Deportes San Pablo, Sevilha Árbitros: Nikolić, Stojković |
| 12 de janeiro de 2013 20:15 | 4× 3×              | Relatório | 5× 3×                | Palacio Municipal de Deportes San Pablo, Sevilha Árbitros: Nikolić, Stojković |

| 13 de janeiro de 2013 15:45 | Chile        | 22 – 38   | Islândia     | Palacio Municipal de Deportes San Pablo, Sevilha Árbitros: Nikolić, Stojković |
| 13 de janeiro de 2013 15:45 | Feuchtmann 6 | (11–18)   | Gunnarsson 7 | Palacio Municipal de Deportes San Pablo, Sevilha Árbitros: Nikolić, Stojković |
| 13 de janeiro de 2013 15:45 | 1× 3× 1×     | Relatório | 6× 3×        | Palacio Municipal de Deportes San Pablo, Sevilha Árbitros: Nikolić, Stojković |

| 13 de janeiro de 2013 18:00 | Catar               | 30 – 34   | Macedônia do Norte | Palacio Municipal de Deportes San Pablo, Sevilha Árbitros: Caçador, Nicolau |
| 13 de janeiro de 2013 18:00 | Boumendjel, Osman 5 | (13–21)   | K. Lazarov 9       | Palacio Municipal de Deportes San Pablo, Sevilha Árbitros: Caçador, Nicolau |
| 13 de janeiro de 2013 18:00 | 4× 3×               | Relatório | 5× 3×              | Palacio Municipal de Deportes San Pablo, Sevilha Árbitros: Caçador, Nicolau |

| 13 de janeiro de 2013 20:15 | Rússia    | 27 – 31   | Dinamarca   | Palacio Municipal de Deportes San Pablo, Sevilha Árbitros: Krstič, Ljubič |
| 13 de janeiro de 2013 20:15 | Dibirov 7 | (13–14)   | Markussen 6 | Palacio Municipal de Deportes San Pablo, Sevilha Árbitros: Krstič, Ljubič |
| 13 de janeiro de 2013 20:15 | 4× 2×     | Relatório | 1× 3×       | Palacio Municipal de Deportes San Pablo, Sevilha Árbitros: Krstič, Ljubič |

| 15 de janeiro de 2013 15:45 | Catar   | 22 – 29   | Rússia    | Palacio Municipal de Deportes San Pablo, Sevilha Árbitros: Nikolić, Stojković |
| 15 de janeiro de 2013 15:45 | Sinen 5 | (13–16)   | Dibirov 6 | Palacio Municipal de Deportes San Pablo, Sevilha Árbitros: Nikolić, Stojković |
| 15 de janeiro de 2013 15:45 | 6× 2×   | Relatório | 5× 3× 1×  | Palacio Municipal de Deportes San Pablo, Sevilha Árbitros: Nikolić, Stojković |

| 15 de janeiro de 2013 18:00 | Macedônia do Norte | 19 – 23   | Islândia     | Palacio Municipal de Deportes San Pablo, Sevilha Árbitros: Horáček, Novotný |
| 15 de janeiro de 2013 18:00 | Manaskov 5         | (10–10)   | Sigurðsson 9 | Palacio Municipal de Deportes San Pablo, Sevilha Árbitros: Horáček, Novotný |
| 15 de janeiro de 2013 18:00 | 3× 4×              | Relatório | 3× 4×        | Palacio Municipal de Deportes San Pablo, Sevilha Árbitros: Horáček, Novotný |

| 15 de janeiro de 2013 20:15 | Dinamarca | 43 – 24   | Chile      | Palacio Municipal de Deportes San Pablo, Sevilha Árbitros: Caçador, Nicolau |
| 15 de janeiro de 2013 20:15 | Eggert 9  | (17–13)   | Salinas 10 | Palacio Municipal de Deportes San Pablo, Sevilha Árbitros: Caçador, Nicolau |
| 15 de janeiro de 2013 20:15 | 4× 3×     | Relatório | 5× 3×      | Palacio Municipal de Deportes San Pablo, Sevilha Árbitros: Caçador, Nicolau |

| 16 de janeiro de 2013 15:45 | Macedônia do Norte | 29 – 29   | Rússia    | Palacio Municipal de Deportes San Pablo, Sevilha Árbitros: Caçador, Nicolau |
| 16 de janeiro de 2013 15:45 | K. Lazarov 10      | (13–16)   | Dibirov 8 | Palacio Municipal de Deportes San Pablo, Sevilha Árbitros: Caçador, Nicolau |
| 16 de janeiro de 2013 15:45 | 3× 4×              | Relatório | 6× 4× 1×  | Palacio Municipal de Deportes San Pablo, Sevilha Árbitros: Caçador, Nicolau |

| 16 de janeiro de 2013 18:00 | Chile     | 23 – 31   | Catar                      | Palacio Municipal de Deportes San Pablo, Sevilha Árbitros: Coulibaly, Diabaté |
| 16 de janeiro de 2013 18:00 | Salinas 7 | (9–16)    | HBi Ben Aziza\|Ben Aziza 8 | Palacio Municipal de Deportes San Pablo, Sevilha Árbitros: Coulibaly, Diabaté |
| 16 de janeiro de 2013 18:00 | 4× 2×     | Relatório | 6× 3×                      | Palacio Municipal de Deportes San Pablo, Sevilha Árbitros: Coulibaly, Diabaté |

| 16 de janeiro de 2013 20:15 | Islândia       | 28 – 36   | Dinamarca        | Palacio Municipal de Deportes San Pablo, Sevilha Árbitros: Nikolić, Stojković |
| 16 de janeiro de 2013 20:15 | Kristjánsson 8 | (13–16)   | três jogadores 7 | Palacio Municipal de Deportes San Pablo, Sevilha Árbitros: Nikolić, Stojković |
| 16 de janeiro de 2013 20:15 | 4× 3×          | Relatório | 3×               | Palacio Municipal de Deportes San Pablo, Sevilha Árbitros: Nikolić, Stojković |

| 18 de janeiro de 2013 15:45 | Rússia     | 36 – 24   | Chile        | Palacio Municipal de Deportes San Pablo, Sevilha Árbitros: Caçador, Nicolau |
| 18 de janeiro de 2013 15:45 | Dibirov 11 | (18–13)   | Feuchtmann 9 | Palacio Municipal de Deportes San Pablo, Sevilha Árbitros: Caçador, Nicolau |
| 18 de janeiro de 2013 15:45 | 6× 3×      | Relatório | 4× 3×        | Palacio Municipal de Deportes San Pablo, Sevilha Árbitros: Caçador, Nicolau |

| 18 de janeiro de 2013 18:00 | Islândia      | 39 – 29   | Catar   | Palacio Municipal de Deportes San Pablo, Sevilha Árbitros: Horáček, Novotný |
| 18 de janeiro de 2013 18:00 | Sigurðsson 10 | (19–14)   | Sinen 8 | Palacio Municipal de Deportes San Pablo, Sevilha Árbitros: Horáček, Novotný |
| 18 de janeiro de 2013 18:00 | 5× 3×         | Relatório | 2× 4×   | Palacio Municipal de Deportes San Pablo, Sevilha Árbitros: Horáček, Novotný |

| 18 de janeiro de 2013 20:15 | Dinamarca | 33 – 30   | Macedônia do Norte       | Palacio Municipal de Deportes San Pablo, Sevilha Árbitros: Coulibaly, Diabaté |
| 18 de janeiro de 2013 20:15 | Hansen 5  | (13–14)   | K. Lazarov, F. Lazarov 5 | Palacio Municipal de Deportes San Pablo, Sevilha Árbitros: Coulibaly, Diabaté |
| 18 de janeiro de 2013 20:15 | 2× 3×     | Relatório | 4×                       | Palacio Municipal de Deportes San Pablo, Sevilha Árbitros: Coulibaly, Diabaté |

### Grupo C
| Pos | Equipe         | Pts | J | V | E | D | GP  | GC  | SG  |
| --- | -------------- | --- | - | - | - | - | --- | --- | --- |
| 1   | Eslovênia      | 10  | 5 | 5 | 0 | 0 | 151 | 130 | +21 |
| 2   | Polônia        | 8   | 5 | 4 | 0 | 1 | 134 | 110 | +24 |
| 3   | Sérvia         | 6   | 5 | 3 | 0 | 2 | 150 | 128 | +22 |
| 4   | Bielorrússia   | 4   | 5 | 2 | 0 | 3 | 135 | 120 | +15 |
| 5   | Arábia Saudita | 2   | 5 | 1 | 0 | 4 | 95  | 145 | −50 |
| 6   | Coreia do Sul  | 0   | 5 | 0 | 0 | 5 | 116 | 148 | −32 |

| 12 de janeiro de 2013 15:45 | Sérvia | 31 – 22   | Coreia do Sul | Pabellón Príncipe Felipe, Saragoça Árbitros: Ondogrecula, Baďura |
| 12 de janeiro de 2013 15:45 | Ilić 7 | (13–9)    | Eom Hyo-Won 6 | Pabellón Príncipe Felipe, Saragoça Árbitros: Ondogrecula, Baďura |
| 12 de janeiro de 2013 15:45 | 3×     | Relatório | 3× 2×         | Pabellón Príncipe Felipe, Saragoça Árbitros: Ondogrecula, Baďura |

| 12 de janeiro de 2013 18:00 | Eslovênia | 32 – 22   | Arábia Saudita           | Pabellón Príncipe Felipe, Saragoça Público: 3,000 Árbitros: Leifsson, Pálsson |
| 12 de janeiro de 2013 18:00 | Marguč 6  | (17–15)   | Al-Obaidi, Al-Abdulali 5 | Pabellón Príncipe Felipe, Saragoça Público: 3,000 Árbitros: Leifsson, Pálsson |
| 12 de janeiro de 2013 18:00 | 6× 2×     | Relatório | 8× 3× 1×                 | Pabellón Príncipe Felipe, Saragoça Público: 3,000 Árbitros: Leifsson, Pálsson |

| 12 de janeiro de 2013 20:15 | Polônia    | 24 – 22   | Bielorrússia | Pabellón Príncipe Felipe, Saragoça Público: 3,000 Árbitros: Stark, Ştefan |
| 12 de janeiro de 2013 20:15 | Lijewski 7 | (14–9)    | Rutenka 9    | Pabellón Príncipe Felipe, Saragoça Público: 3,000 Árbitros: Stark, Ştefan |
| 12 de janeiro de 2013 20:15 | 2× 1×      | Relatório | 4× 2×        | Pabellón Príncipe Felipe, Saragoça Público: 3,000 Árbitros: Stark, Ştefan |

| 14 de janeiro de 2013 15:45 | Coreia do Sul                | 27 – 34   | Eslovênia | Pabellón Príncipe Felipe, Saragoça Público: 500 Árbitros: Stark, Ştefan |
| 14 de janeiro de 2013 15:45 | Kim Se-Ho, Jeong Yi-Kyeong 6 | (13–14)   | Gajić 11  | Pabellón Príncipe Felipe, Saragoça Público: 500 Árbitros: Stark, Ştefan |
| 14 de janeiro de 2013 15:45 | 1× 3×                        | Relatório | 5× 3×     | Pabellón Príncipe Felipe, Saragoça Público: 500 Árbitros: Stark, Ştefan |

| 14 de janeiro de 2013 18:00 | Bielorrússia | 28 – 34   | Sérvia           | Pabellón Príncipe Felipe, Saragoça Público: 1,000 Árbitros: Leifsson, Pálsson |
| 14 de janeiro de 2013 18:00 | Rutenka 11   | (13–20)   | três jogadores 5 | Pabellón Príncipe Felipe, Saragoça Público: 1,000 Árbitros: Leifsson, Pálsson |
| 14 de janeiro de 2013 18:00 | 6× 3×        | Relatório | 5× 4×            | Pabellón Príncipe Felipe, Saragoça Público: 1,000 Árbitros: Leifsson, Pálsson |

| 14 de janeiro de 2013 20:15 | Arábia Saudita | 14 – 28   | Polônia                 | Pabellón Príncipe Felipe, Saragoça Público: 1,000 Árbitros: Bamutref, Al-Suwaidi |
| 14 de janeiro de 2013 20:15 | Al-Salem 4     | (6–14)    | Bartczak, Orzechowski 5 | Pabellón Príncipe Felipe, Saragoça Público: 1,000 Árbitros: Bamutref, Al-Suwaidi |
| 14 de janeiro de 2013 20:15 | 2× 3×          | Relatório | 5× 2×                   | Pabellón Príncipe Felipe, Saragoça Público: 1,000 Árbitros: Bamutref, Al-Suwaidi |

| 15 de janeiro de 2013 15:45 | Coreia do Sul | 20 – 26   | Bielorrússia | Pabellón Príncipe Felipe, Saragoça Público: 400 Árbitros: Bamutref, Al-Suwaidi |
| 15 de janeiro de 2013 15:45 | Eom Hyo-Won 7 | (10–12)   | Rutenka 10   | Pabellón Príncipe Felipe, Saragoça Público: 400 Árbitros: Bamutref, Al-Suwaidi |
| 15 de janeiro de 2013 15:45 | 5× 3×         | Relatório | 6× 3×        | Pabellón Príncipe Felipe, Saragoça Público: 400 Árbitros: Bamutref, Al-Suwaidi |

| 15 de janeiro de 2013 18:00 | Sérvia | 30 – 20   | Arábia Saudita | Pabellón Príncipe Felipe, Saragoça Público: 700 Árbitros: Al-Marzouqi, Al-Nuaimi |
| 15 de janeiro de 2013 18:00 | Ilić 8 | (12–10)   | Al-Abdulali 8  | Pabellón Príncipe Felipe, Saragoça Público: 700 Árbitros: Al-Marzouqi, Al-Nuaimi |
| 15 de janeiro de 2013 18:00 | 9× 4×  | Relatório | 4× 3×          | Pabellón Príncipe Felipe, Saragoça Público: 700 Árbitros: Al-Marzouqi, Al-Nuaimi |

| 15 de janeiro de 2013 20:15 | Eslovênia   | 25 – 24   | Polônia            | Pabellón Príncipe Felipe, Saragoça Público: 1,500 Árbitros: Baďura, Ondogrecula |
| 15 de janeiro de 2013 20:15 | Mačkovšek 8 | (11–14)   | Jurecki, Jurecki 5 | Pabellón Príncipe Felipe, Saragoça Público: 1,500 Árbitros: Baďura, Ondogrecula |
| 15 de janeiro de 2013 20:15 | 5× 4×       | Relatório | 1× 4× 1×           | Pabellón Príncipe Felipe, Saragoça Público: 1,500 Árbitros: Baďura, Ondogrecula |

| 17 de janeiro de 2013 15:45 | Eslovênia | 27 – 26   | Bielorrússia | Pabellón Príncipe Felipe, Saragoça Público: 700 Árbitros: Stark, Ştefan |
| 17 de janeiro de 2013 15:45 | Gajić 8   | (12–17)   | Rutenka 9    | Pabellón Príncipe Felipe, Saragoça Público: 700 Árbitros: Stark, Ştefan |
| 17 de janeiro de 2013 15:45 | 3×        | Relatório | 5× 2×        | Pabellón Príncipe Felipe, Saragoça Público: 700 Árbitros: Stark, Ştefan |

| 17 de janeiro de 2013 18:00 | Arábia Saudita | 24 – 22   | Coreia do Sul | Pabellón Príncipe Felipe, Saragoça Público: 1,200 Árbitros: Gubica, Milošević |
| 17 de janeiro de 2013 18:00 | Al-Salem 5     | (11–13)   | Eom Hyo-Won 6 | Pabellón Príncipe Felipe, Saragoça Público: 1,200 Árbitros: Gubica, Milošević |
| 17 de janeiro de 2013 18:00 | 4× 3×          | Relatório | 4× 3×         | Pabellón Príncipe Felipe, Saragoça Público: 1,200 Árbitros: Gubica, Milošević |

| 17 de janeiro de 2013 20:15 | Polônia   | 25 – 24   | Sérvia   | Pabellón Príncipe Felipe, Saragoça Público: 2,500 Árbitros: Geipel, Helbig |
| 17 de janeiro de 2013 20:15 | Jurecki 9 | (11–13)   | Ilić 9   | Pabellón Príncipe Felipe, Saragoça Público: 2,500 Árbitros: Geipel, Helbig |
| 17 de janeiro de 2013 20:15 | 3× 2×     | Relatório | 5× 3× 1× | Pabellón Príncipe Felipe, Saragoça Público: 2,500 Árbitros: Geipel, Helbig |

| 19 de janeiro de 2013 15:45 | Bielorrússia | 33-15 | Arábia Saudita | Pabellón Príncipe Felipe, Saragoça |
| 19 de janeiro de 2013 15:45 | (18-5)       |       |                | Pabellón Príncipe Felipe, Saragoça |
| 19 de janeiro de 2013 15:45 |              |       |                | Pabellón Príncipe Felipe, Saragoça |

| 19 de janeiro de 2013 18:00 | Polônia | 33-25 | Coreia do Sul | Pabellón Príncipe Felipe, Saragoça |
| 19 de janeiro de 2013 18:00 | (18-11) |       |               | Pabellón Príncipe Felipe, Saragoça |
| 19 de janeiro de 2013 18:00 |         |       |               | Pabellón Príncipe Felipe, Saragoça |

| 19 de janeiro de 2013 20:15 | Sérvia  | 31-33 | Eslovênia | Pabellón Príncipe Felipe, Saragoça |
| 19 de janeiro de 2013 20:15 | (16-19) |       |           | Pabellón Príncipe Felipe, Saragoça |
| 19 de janeiro de 2013 20:15 |         |       |           | Pabellón Príncipe Felipe, Saragoça |

### Grupo D
| Pos | Equipe    | Pts | J | V | E | D | GP  | GC  | SG   |
| --- | --------- | --- | - | - | - | - | --- | --- | ---- |
| 1   | Croácia   | 10  | 5 | 5 | 0 | 0 | 148 | 99  | +49  |
| 2   | Espanha   | 8   | 5 | 4 | 0 | 1 | 160 | 98  | +62  |
| 3   | Hungria   | 6   | 5 | 3 | 0 | 2 | 147 | 120 | +27  |
| 4   | Egito     | 3   | 5 | 1 | 1 | 3 | 130 | 123 | +7   |
| 5   | Argélia   | 3   | 5 | 1 | 1 | 3 | 123 | 126 | −3   |
| 6   | Austrália | 0   | 5 | 0 | 0 | 5 | 66  | 208 | −142 |

| 11 de janeiro de 2013 19:00 | Espanha | 27 – 14   | Argélia   | Caja Mágica, Madrid Público: 7,400 Árbitros: Geipel, Helbig |
| 11 de janeiro de 2013 19:00 | Tomás 8 | (14–5)    | Mokrani 5 | Caja Mágica, Madrid Público: 7,400 Árbitros: Geipel, Helbig |
| 11 de janeiro de 2013 19:00 | 4× 3×   | Relatório | 5× 3×     | Caja Mágica, Madrid Público: 7,400 Árbitros: Geipel, Helbig |

| 12 de janeiro de 2013 16:45 | Croácia  | 36 – 13   | Austrália  | Caja Mágica, Madrid Público: 2,500 Árbitros: Menezes, Pinto |
| 12 de janeiro de 2013 16:45 | Horvat 8 | (17–4)    | Fletcher 5 | Caja Mágica, Madrid Público: 2,500 Árbitros: Menezes, Pinto |
| 12 de janeiro de 2013 16:45 | 2× 3×    | Relatório | 6× 2× 1×   | Caja Mágica, Madrid Público: 2,500 Árbitros: Menezes, Pinto |

| 12 de janeiro de 2013 19:00 | Hungria   | 32 – 23   | Egito     | Caja Mágica, Madrid Público: 2,500 Árbitros: Načevski, Nikolov |
| 12 de janeiro de 2013 19:00 | Császár 8 | (17–9)    | Mostafa 5 | Caja Mágica, Madrid Público: 2,500 Árbitros: Načevski, Nikolov |
| 12 de janeiro de 2013 19:00 | 3× 4×     | Relatório | 5× 3×     | Caja Mágica, Madrid Público: 2,500 Árbitros: Načevski, Nikolov |

| 14 de janeiro de 2013 16:45 | Argélia  | 20 – 31   | Croácia | Caja Mágica, Madrid Público: 1,500 Árbitros: Baďura, Ondogrecula |
| 14 de janeiro de 2013 16:45 | Hichem 6 | (12–15)   | Čupić 8 | Caja Mágica, Madrid Público: 1,500 Árbitros: Baďura, Ondogrecula |
| 14 de janeiro de 2013 16:45 | 4× 2×    | Relatório | 2×      | Caja Mágica, Madrid Público: 1,500 Árbitros: Baďura, Ondogrecula |

| 14 de janeiro de 2013 19:00 | Egito     | 24 – 29   | Espanha  | Caja Mágica, Madrid Público: 7,500 Árbitros: Krstič, Ljubič |
| 14 de janeiro de 2013 19:00 | Mostafa 5 | (11–16)   | Rivera 6 | Caja Mágica, Madrid Público: 7,500 Árbitros: Krstič, Ljubič |
| 14 de janeiro de 2013 19:00 | 3×        | Relatório | 5× 3×    | Caja Mágica, Madrid Público: 7,500 Árbitros: Krstič, Ljubič |

| 14 de janeiro de 2013 21:15 | Austrália  | 13 – 43   | Hungria   | Caja Mágica, Madrid Público: 1,500 Árbitros: Geipel, Helbig |
| 14 de janeiro de 2013 21:15 | Fletcher 6 | (6–20)    | Császár 8 | Caja Mágica, Madrid Público: 1,500 Árbitros: Geipel, Helbig |
| 14 de janeiro de 2013 21:15 | 3×         | Relatório | 1× 2×     | Caja Mágica, Madrid Público: 1,500 Árbitros: Geipel, Helbig |

| 15 de janeiro de 2013 16:45 | Argélia          | 24 – 24   | Egito     | Caja Mágica, Madrid Público: 1,000 Árbitros: Coulibaly, Diabaté |
| 15 de janeiro de 2013 16:45 | três jogadores 5 | (12–16)   | Mostafa 9 | Caja Mágica, Madrid Público: 1,000 Árbitros: Coulibaly, Diabaté |
| 15 de janeiro de 2013 16:45 | 2× 4×            | Relatório | 7× 3×     | Caja Mágica, Madrid Público: 1,000 Árbitros: Coulibaly, Diabaté |

| 15 de janeiro de 2013 19:00 | Espanha | 51 – 11   | Austrália | Caja Mágica, Madrid Público: 4,500 Árbitros: Menezes, Pinto |
| 15 de janeiro de 2013 19:00 | Rocas 9 | (24–6)    | Mouncey 4 | Caja Mágica, Madrid Público: 4,500 Árbitros: Menezes, Pinto |
| 15 de janeiro de 2013 19:00 | 1× 2×   | Relatório | 9× 3× 1×  | Caja Mágica, Madrid Público: 4,500 Árbitros: Menezes, Pinto |

| 15 de janeiro de 2013 21:15 | Croácia | 30 – 21   | Hungria    | Caja Mágica, Madrid Público: 3,000 Árbitros: Geipel, Helbig |
| 15 de janeiro de 2013 21:15 | Čupić 8 | (15–11)   | Szöllősi 5 | Caja Mágica, Madrid Público: 3,000 Árbitros: Geipel, Helbig |
| 15 de janeiro de 2013 21:15 | 2× 4×   | Relatório | 2× 3×      | Caja Mágica, Madrid Público: 3,000 Árbitros: Geipel, Helbig |

| 17 de janeiro de 2013 16:45 | Austrália | 15 – 39   | Argélia                    | Caja Mágica, Madrid Público: 1,000 Árbitros: Al-Suwaidi, Bamutref |
| 17 de janeiro de 2013 16:45 | Calvert 6 | (6–14)    | HBour\|ChaSeleção\|HBour 6 | Caja Mágica, Madrid Público: 1,000 Árbitros: Al-Suwaidi, Bamutref |
| 17 de janeiro de 2013 16:45 | 3×        | Relatório | 3× 2× 1×                   | Caja Mágica, Madrid Público: 1,000 Árbitros: Al-Suwaidi, Bamutref |

| 17 de janeiro de 2013 19:00 | Hungria | 22 – 28   | Espanha         | Caja Mágica, Madrid Público: 10,500 Árbitros: Krstič, Ljubič |
| 17 de janeiro de 2013 19:00 | Nagy 6  | (14–14)   | Tomás, Melián 6 | Caja Mágica, Madrid Público: 10,500 Árbitros: Krstič, Ljubič |
| 17 de janeiro de 2013 19:00 | 5× 3×   | Relatório | 3× 4×           | Caja Mágica, Madrid Público: 10,500 Árbitros: Krstič, Ljubič |

| 17 de janeiro de 2013 21:15 | Croácia          | 24 – 20   | Egito     | Caja Mágica, Madrid Público: 3,500 Árbitros: Načevski, Nikolov |
| 17 de janeiro de 2013 21:15 | três jogadores 4 | (11–9)    | Mostafa 8 | Caja Mágica, Madrid Público: 3,500 Árbitros: Načevski, Nikolov |
| 17 de janeiro de 2013 21:15 | 4× 3×            | Relatório | 5× 3×     | Caja Mágica, Madrid Público: 3,500 Árbitros: Načevski, Nikolov |

| 19 de janeiro de 2013 16:45 | Egito  | 39-14 | Austrália | Caja Mágica, Madrid |
| 19 de janeiro de 2013 16:45 | (25-8) |       |           | Caja Mágica, Madrid |
| 19 de janeiro de 2013 16:45 |        |       |           | Caja Mágica, Madrid |

| 19 de janeiro de 2013 19:00 | Espanha | 25-27 | Croácia | Caja Mágica, Madrid |
| 19 de janeiro de 2013 19:00 | (13-15) |       |         | Caja Mágica, Madrid |
| 19 de janeiro de 2013 19:00 |         |       |         | Caja Mágica, Madrid |

| 19 de janeiro de 2013 21:15 | Hungria | 29-26 | Argélia | Caja Mágica, Madrid |
| 19 de janeiro de 2013 21:15 | (14-8)  |       |         | Caja Mágica, Madrid |
| 19 de janeiro de 2013 21:15 |         |       |         | Caja Mágica, Madrid |

## Fase final
| Oitavas-de-final | Oitavas-de-final   | Oitavas-de-final |  |  | Quartas-de-final | Quartas-de-final | Quartas-de-final |  |  | Semifinais | Semifinais | Semifinais |  |                | Final          | Final          | Final |
|                  |                    |                  |  |  |                  |                  |                  |  |  |            |            |            |  |                |                |                |       |
| B1               | Dinamarca          | 30               |  |  |                  |                  |                  |  |  |            |            |            |  |                |                |                |       |
| A4               | Tunísia            | 23               |  |  |                  | Dinamarca        | 28               |  |  |            |            |            |  |                |                |                |       |
| D3               | Hungria            | 27               |  |  |                  | Hungria          | 26               |  |  |            |            |            |  |                |                |                |       |
| C2               | Polônia            | 19               |  |  |                  |                  |                  |  |  |            | Dinamarca  | 30         |  |                |                |                |       |
| B3               | Islândia           | 28               |  |  |                  |                  |                  |  |  |            | Croácia    | 24         |  |                |                |                |       |
| A2               | França             | 30               |  |  |                  | França           | 23               |  |  |            |            |            |  |                |                |                |       |
| D1               | Croácia            | 33               |  |  |                  | Croácia          | 30               |  |  |            |            |            |  |                |                |                |       |
| C4               | Bielorrússia       | 24               |  |  |                  |                  |                  |  |  |            |            |            |  |                |                | Dinamarca      | 19    |
| A1               | Alemanha           | 28               |  |  |                  |                  |                  |  |  |            |            |            |  |                |                | Espanha        | 35    |
| B4               | Macedônia do Norte | 23               |  |  |                  | Alemanha         | 24               |  |  |            |            |            |  |                |                |                |       |
| C3               | Sérvia             | 20               |  |  |                  | Espanha          | 28               |  |  |            |            |            |  |                |                |                |       |
| D2               | Espanha            | 31               |  |  |                  |                  |                  |  |  |            | Espanha    | 26         |  |                |                |                |       |
| A3               | Brasil             | 26               |  |  |                  |                  |                  |  |  |            | Eslovênia  | 22         |  |                |                |                |       |
| B2               | Rússia             | 27               |  |  |                  | Rússia           | 27               |  |  |            |            |            |  | Terceiro lugar | Terceiro lugar | Terceiro lugar |       |
| C1               | Eslovênia          | 31               |  |  |                  | Eslovênia        | 28               |  |  |            |            |            |  |                |                | Croácia        | 31    |
| D4               | Egito              | 26               |  |  |                  |                  |                  |  |  |            |            |            |  |                |                | Eslovênia      | 26    |

### Oitavas-de-final
| 20 de janeiro de 2013 15:45 | Alemanha | 28-23 | Macedônia do Norte | Palau Sant Jordi, Barcelona |
| 20 de janeiro de 2013 15:45 | (13-9)   |       |                    | Palau Sant Jordi, Barcelona |
| 20 de janeiro de 2013 15:45 |          |       |                    | Palau Sant Jordi, Barcelona |

| 20 de janeiro de 2013 20:15 | Dinamarca | 30-23 | Tunísia | Pabellón Príncipe Felipe, Saragoça |
| 20 de janeiro de 2013 20:15 | (16-11)   |       |         | Pabellón Príncipe Felipe, Saragoça |
| 20 de janeiro de 2013 20:15 |           |       |         | Pabellón Príncipe Felipe, Saragoça |

| 20 de janeiro de 2013 | Islândia | 28-30 | França | Palau Sant Jordi, Barcelona |
| 20 de janeiro de 2013 | (14-15)  |       |        | Palau Sant Jordi, Barcelona |
| 20 de janeiro de 2013 |          |       |        | Palau Sant Jordi, Barcelona |

| 20 de janeiro de 2013 | Brasil  | 26-27 | Rússia | Pabellón Príncipe Felipe, Saragoça |
| 20 de janeiro de 2013 | (14-14) |       |        | Pabellón Príncipe Felipe, Saragoça |
| 20 de janeiro de 2013 |         |       |        | Pabellón Príncipe Felipe, Saragoça |

| 21 de janeiro de 2013 | Eslovênia | 31-26 | Egito | Palau Sant Jordi, Barcelona |
| 21 de janeiro de 2013 | (19-11)   |       |       | Palau Sant Jordi, Barcelona |
| 21 de janeiro de 2013 |           |       |       | Palau Sant Jordi, Barcelona |

| 21 de janeiro de 2013 | Croácia | 33-24 | Bielorrússia | Pabellón Príncipe Felipe, Saragoça |
| 21 de janeiro de 2013 | (21-9)  |       |              | Pabellón Príncipe Felipe, Saragoça |
| 21 de janeiro de 2013 |         |       |              | Pabellón Príncipe Felipe, Saragoça |

| 21 de janeiro de 2013 | Hungria | 27-19 | Polônia | Palau Sant Jordi, Barcelona |
| 21 de janeiro de 2013 | (10-9)  |       |         | Palau Sant Jordi, Barcelona |
| 21 de janeiro de 2013 |         |       |         | Palau Sant Jordi, Barcelona |

| 21 de janeiro de 2013 | Sérvia  | 20-31 | Espanha | Pabellón Príncipe Felipe, Saragoça |
| 21 de janeiro de 2013 | (12-20) |       |         | Pabellón Príncipe Felipe, Saragoça |
| 21 de janeiro de 2013 |         |       |         | Pabellón Príncipe Felipe, Saragoça |

### Quartas-de-final
| 23 de janeiro de 2013 | Rússia  | 27-28 | Eslovênia | Palau Sant Jordi, Barcelona |
| 23 de janeiro de 2013 | (13-14) |       |           | Palau Sant Jordi, Barcelona |
| 23 de janeiro de 2013 |         |       |           | Palau Sant Jordi, Barcelona |

| 23 de janeiro de 2013 | Espanha | 28-24 | Alemanha | Pabellón Príncipe Felipe, Saragoça |
| 23 de janeiro de 2013 | (12-14) |       |          | Pabellón Príncipe Felipe, Saragoça |
| 23 de janeiro de 2013 |         |       |          | Pabellón Príncipe Felipe, Saragoça |

| 23 de janeiro de 2013 | Dinamarca | 28-26 | Hungria | Palau Sant Jordi, Barcelona |
| 23 de janeiro de 2013 | (18-11)   |       |         | Palau Sant Jordi, Barcelona |
| 23 de janeiro de 2013 |           |       |         | Palau Sant Jordi, Barcelona |

| 23 de janeiro de 2013 | França  | 23-30 | Croácia | Pabellón Príncipe Felipe, Saragoça |
| 23 de janeiro de 2013 | (12-13) |       |         | Pabellón Príncipe Felipe, Saragoça |
| 23 de janeiro de 2013 |         |       |         | Pabellón Príncipe Felipe, Saragoça |

### Semifinais
| 25 de janeiro de 2013 | Espanha | 26-22 | Eslovênia | Palau Sant Jordi, Barcelona |
| 25 de janeiro de 2013 | (13-12) |       |           | Palau Sant Jordi, Barcelona |
| 25 de janeiro de 2013 |         |       |           | Palau Sant Jordi, Barcelona |

| 25 de janeiro de 2013 | Dinamarca | 30-24 | Croácia | Palau Sant Jordi, Barcelona |
| 25 de janeiro de 2013 | (14-11)   |       |         | Palau Sant Jordi, Barcelona |
| 25 de janeiro de 2013 |           |       |         | Palau Sant Jordi, Barcelona |

### Disputa pelo terceiro lugar
| 26 de janeiro de 2013 19:00 | Eslovênia | 26-31 | Croácia | Palau Sant Jordi, Barcelona |
| 26 de janeiro de 2013 19:00 | (13-14)   |       |         | Palau Sant Jordi, Barcelona |
| 26 de janeiro de 2013 19:00 |           |       |         | Palau Sant Jordi, Barcelona |

### Final
| 27 de janeiro de 2013 17:15 | Espanha | 35-19 | Dinamarca | Palau Sant Jordi, Barcelona |
| 27 de janeiro de 2013 17:15 | (18-10) |       |           | Palau Sant Jordi, Barcelona |
| 27 de janeiro de 2013 17:15 |         |       |           | Palau Sant Jordi, Barcelona |

## President's Cup

### De 17º a 20º lugar

#### Semifinais
| 21 de janeiro de 2013 13:15 | Argentina | 30-26 | Catar | Palacio Multiusos, Guadalajara |
| 21 de janeiro de 2013 13:15 | (12-11)   |       |       | Palacio Multiusos, Guadalajara |
| 21 de janeiro de 2013 13:15 |           |       |       | Palacio Multiusos, Guadalajara |

| 21 de janeiro de 2013 15:30 | Arábia Saudita | 24-28 | Argélia | Palacio Multiusos, Guadalajara |
| 21 de janeiro de 2013 15:30 | (11-15)        |       |         | Palacio Multiusos, Guadalajara |
| 21 de janeiro de 2013 15:30 |                |       |         | Palacio Multiusos, Guadalajara |

#### Disputa pelo 19º lugar
| 22 de janeiro de 2013 17:45 | Catar          | 30-33 P | Arábia Saudita | Palacio Multiusos, Guadalajara |
| 22 de janeiro de 2013 17:45 | (18-10, 29-29) |         |                | Palacio Multiusos, Guadalajara |
| 22 de janeiro de 2013 17:45 |                |         |                | Palacio Multiusos, Guadalajara |

#### Disputa pelo 17º lugar
| 22 de janeiro de 2013 20:00 | Argentina | 23-29 | Argélia | Palacio Multiusos, Guadalajara |
| 22 de janeiro de 2013 20:00 | (10-12)   |       |         | Palacio Multiusos, Guadalajara |
| 22 de janeiro de 2013 20:00 |           |       |         | Palacio Multiusos, Guadalajara |

### De 21º a 24º lugar

#### Semifinais
| 21 de janeiro de 2013 17:45 | Montenegro | 35-31 | Chile | Palacio Multiusos, Guadalajara |
| 21 de janeiro de 2013 17:45 | (18-12)    |       |       | Palacio Multiusos, Guadalajara |
| 21 de janeiro de 2013 17:45 |            |       |       | Palacio Multiusos, Guadalajara |

| 21 de janeiro de 2013 20:00 | Coreia do Sul | 36-14 | Austrália | Palacio Multiusos, Guadalajara |
| 21 de janeiro de 2013 20:00 | (19-6)        |       |           | Palacio Multiusos, Guadalajara |
| 21 de janeiro de 2013 20:00 |               |       |           | Palacio Multiusos, Guadalajara |

#### Disputa pelo 23º lugar
| 22 de janeiro de 2013 13:15 | Chile   | 32-23 | Austrália | Palacio Multiusos, Guadalajara |
| 22 de janeiro de 2013 13:15 | (17-10) |       |           | Palacio Multiusos, Guadalajara |
| 22 de janeiro de 2013 13:15 |         |       |           | Palacio Multiusos, Guadalajara |

#### Disputa pelo 21º lugar
| 22 de janeiro de 2013 15:30 | Montenegro | 27-30 | Coreia do Sul | Palacio Multiusos, Guadalajara |
| 22 de janeiro de 2013 15:30 | (13-12)    |       |               | Palacio Multiusos, Guadalajara |
| 22 de janeiro de 2013 15:30 |            |       |               | Palacio Multiusos, Guadalajara |